# Villenkolonie (Darmstadt)

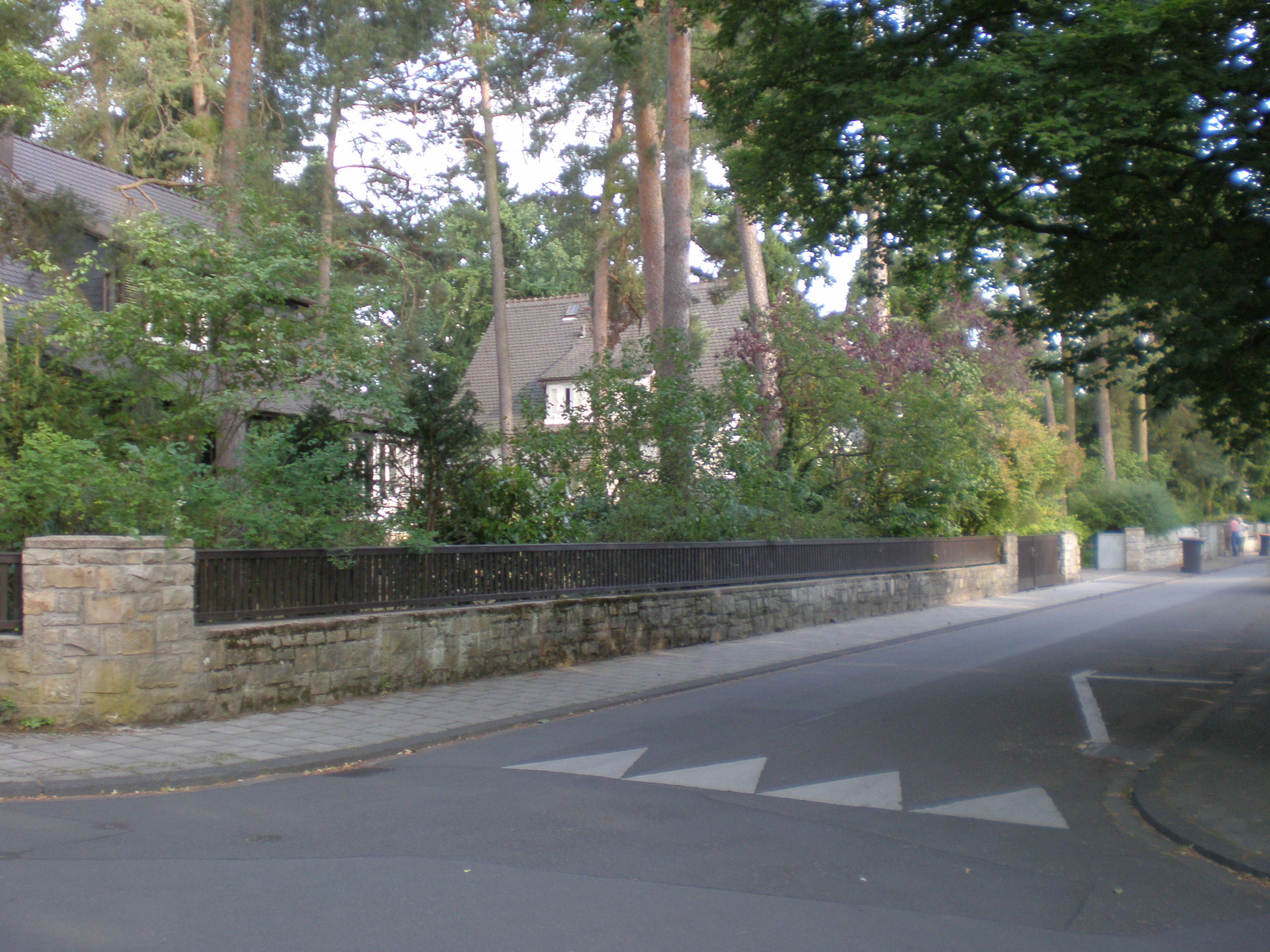
Villenkolonie (2008)

Die Villenkolonie bezeichnet einen Statistischen Bezirk in Darmstadt-Eberstadt. 

## Geschichte
Im Jahre 1898 wurde als erstes Gebäude das Hotel Waldfriede erbaut. Kurz nach der Jahrhundertwende begannen Investoren und Spekulanten mit der Erschließung der Waldvillenkolonie. Die Villenkolonie entwickelte sich zunächst recht langsam weiter. Im Jahre 1914 waren erst 33 Villen fertiggestellt. Die Bewohner waren meist Rentner, Offiziere im Ruhestand und Privatiers. Während des Ersten Weltkrieges wurden nur wenige Villen erbaut. In den 1920er-Jahren setzte ein Bauboom ein. 
Denkmalgeschützt sind fast nur die Villen der frühen Jahre. Diese Häuser wurden von Architekten wie Fritz Becker, Heinrich Metzendorf und Peter Müller geplant. Östlich der Villenkolonie ließ im Jahre 1911 Elizabeth Duncan eine großzügige Schule – das heutige Schulzentrum Marienhöhe – erbauen. Architekt war der Mannheimer Rudolf Tillessen. Den Zweiten Weltkrieg überstand die Villenkolonie unbeschadet.
Die Kolonie ist ein gutes Beispiel für die unterschiedlichen Baustile der Epoche zwischen dem ausgehenden 19. Jahrhundert und dem Zweiten Weltkrieg. Typisch für die Villenkolonie sind die vielen Buchen, die auf dem Areal angepflanzt wurden.

## Historische Bauwerke
Siehe: Liste der Kulturdenkmäler in Eberstadt

## Sehenswürdigkeiten
- Petrus-Canisius-Kirche
- Schulzentrum Marienhöhe
- St.-Barbara-Siedlung

## Sonstiges
Am Südwestrand der Villenkolonie befindet sich das Anwesen einer evangelischen Schwesternkommunität (Evangelische Marienschwesternschaft Darmstadt).